# Louis Carré (galeriste)
Pour les articles homonymes, voir Louis Carré et Carré (homonymie).
Louis Carré (1897-1977) est un galeriste français.

## Biographie
Juriste de formation, Louis Carré abandonne le barreau en 1923, pour reprendre le commerce de son père, antiquaire, d’abord à Rennes, puis à Paris, rue du Faubourg-Saint-Honoré. Il consacre ses premières expositions à l’orfèvrerie ou au groupe de sculpteurs La Douce France (Pompon, Zadkine, Iché…). En 1930, il se tourne vers l’art primitif et africain. Liquidant son commerce de la rue du Faubourg-Saint-Honoré, il s’installe villa Guibert et s’associe à Charles Ratton, avec lequel il organise à l’Hôtel Drouot la vente de la collection Breton-Eluard. Il s’installe ensuite rue Nungesser-et-Coli, devenant le voisin de son ami Le Corbusier, avec lequel il réalise une exposition de synthèse en 1935, « Les arts primitifs dans la maison d’aujourd’hui ».
À la même époque, Louis Carré découvre la sculpture grecque archaïque avec Jean Charbonneaux et il présente des moulages de sculptures du musée de l’Acropole. Il apporte également au public américain les récentes redécouvertes françaises : les peintres La Tour et les frères Le Nain à New York en 1936, Toulouse-Lautrec en 1937. Parallèlement, il s’associe avec Roland Balaÿ (de la galerie Knoedler à New York) pour fonder en 1937 à Paris, 10, avenue de Messine, une galerie, qu’il inaugure en exposant Paul Klee, Juan Gris et Le Corbusier. En 1941 (en avril, a lieu une exposition des décors et costumes de théâtre de Louis Touchagues), il reprend la galerie à son seul compte, et après 1945, il confirme sa vocation de spécialiste de l’art contemporain, en exposant Picasso, Calder et Léger.
Directeur de la Louis Carré Art Gallery à New York de 1948 à 1952, il s’attache à découvrir de nouveaux talents, qu'il impose sur le marché d’art international : Bazaine, Estève, Lapicque, Gromaire, Lanskoy, Soulages et Jacques Villon.
La passion de Louis Carré pour l’art contemporain trouve sa consécration dans la construction de la maison Louis Carré à Bazoches-sur-Guyonne (Yvelines) par l’architecte finlandais Alvar Aalto, de 1957 à 1960.
Louis Carré meurt en 1977 ; une partie de ses collections est vendue au décès de sa troisième femme Olga.
À partir de 1978, sous la direction de Patrick Bongers, son petit-fils, les artistes Geer van Velde, Étienne Hajdu, Serge Poliakoff, Gaston Chaissac, Pol Bury, Olivier Debré rejoignent les artistes défendus par la galerie. 
En 1987, l’activité de la galerie prend une orientation plus actuelle en exposant Eduardo Arroyo, Mark Brusse, Henri Cueco, Hervé Di Rosa, Erró, Jean-Jacques Lebel, Hervé Télémaque. En 2005, la galerie ouvre ses cimaises à des artistes vivant et travaillant à l’étranger comme Kcho, jeune artiste cubain installé à La Havane.

## Œuvres
- Les Poinçons de l'orfèvrerie française du quatorzième siècle jusqu'au début du dix-neuvième siècle, Chez Louis Carré, 1928
- Guide de l'amateur d'orfèvrerie française, Chez Louis Carré, 1930 (réed. F. De Nobele, 1974)

### Source
- Les papiers personnels de Louis Carré sont conservés aux Archives nationales, site de Pierrefitte-sur-Seine, sous la cote 389AP : Inventaire du fonds.
- Une partie des archives de la galerie Carré est conservée à l'Institut national d'histoire de l'art[5].

### Note
1. ↑  « https://www.siv.archives-nationales.culture.gouv.fr/siv/POG/FRAN_POG_05/p-3fnhpactx-1iqrqitqvcdim »
2. ↑  « https://agorha.inha.fr/inhaprod/ark:/54721/0056494 » (consulté le 7 novembre 2019)
3. ↑  « https://archives.yvelines.fr/rechercher/archives-en-ligne/correspondances-du-musee-departemental-maurice-denis/correspondances-du-musee-maurice-denis », sous le nom CARRE Louis (consulté le 12 février 2022)
4. ↑  Succession Olga Carré, née Burel, ancienne collection Louis Carré, Artcurial, 9 décembre 2002.
5. ↑  « Calames », sur www.calames.abes.fr (consulté le 2 février 2023)